# Jad Hakiki
 (août 2025).
Pour les articles homonymes, voir Hakiki.
Jad Hakiki, né le 23 juin 2004 à Dublin, est un footballeur irlandais qui joue au poste de milieu offensif aux Sligo Rovers.

## Biographie

### En club
Jad Hakiki commence à jouer son football avec le Belvedere FC. Il passe ensuite à Bray Wanderers avant de signer pour le Shelbourne FC en 2020.
Il signe son premier contrat professionnel avec Shelbourne le 21 décembre 2021. Le 12 mars 2022, il remplace Mark Coyle à la 70e minute lors d'une défaite 3-0 à domicile contre Finn Harps. Le 30 juin 2022, il signe un nouveau contrat avec le club jusqu'à la fin de la saison 2024,,.
Le 1er juillet 2024, il s'engage avec le Dundalk FC pour les aider dans leur lutte contre la relégation,,. Le 12 juillet 2024, il fait ses débuts avec le club, marquant le premier but de sa carrière lors d'une victoire 4-2 sur Drogheda United dans le derby de Louth. Il joue 13 matchs au total, toutes compétitions confondues, alors que le club est relégué en First Division, terminant à la dernière place du classement.
Le 3 décembre 2024, il signe un contrat de deux ans avec les Sligo Rovers, club de Premier Division, avant la saison 2025, déclarant qu'il visait une place européenne pour la saison à venir,,,. Il marque pour ses débuts avec le club le 15 février 2025 lors d'une défaite 3-2 contre le Waterford FC.

### En sélection
Le 19 août 2021, il fait ses débuts avec l'équipe de république d'Irlande des moins de 18 ans d'un match nul 2-2 contre la Hongrie. Il inscrit son premier but le 9 décembre 2021 lors d'une victoire 7-1 contre Malte. Le 1er juin 2022, il marque pour ses débuts avec les moins de 19 ans lors d'une victoire 3-0 sur l'Islande. Il fait ses débuts avec les espoirs le 14 novembre 2024 lors d'une défaite 2-0 contre la Suède,.

## Palmarès
Shelbourne FC
- Championnat d'Irlande (1)
  - Champion en 2024